# Tomeophera gladiatrix
Tomeophera gladiatrix är en insektsart som beskrevs av Brunner von Wattenwyl 1878. Tomeophera gladiatrix ingår i släktet Tomeophera och familjen vårtbitare. Inga underarter finns listade i Catalogue of Life.